# 4
4 — високосний рік, що почався в четвер за григоріанським календарем.

## Події
- Імператор Октавіан Август усиновив Тіберія, сина своєї дружини Лівії від першого шлюбу. Це означало, що Октавіан визнавав Тіберія як спадкоємця

## Померли
- Тірон Марк Туллій, давньоримський засновник писемної системи.